# Eutreta caliptera
Eutreta caliptera är en tvåvingeart som först beskrevs av Thomas Say 1830.  Eutreta caliptera ingår i släktet Eutreta och familjen borrflugor. Inga underarter finns listade i Catalogue of Life.